# Гаферут
Атол Гаферут — віддалений атол у штаті Яп у Федеративних Штатах Мікронезії. Найпівнічніший із східної групи островів Яп, розташований за 100 км на північний схід від Фараулепа та за 790 кілометрів на схід від острова Яп. Острів має довжину 500 м і ширину 150 м, а його площа менше 10 гектарів. Він розташований на південному сході від рифу, що становить 1,5 км завдовжки і один кілометр завширшки.
Жителі сусідніх атолів називають Гаферут Файо, що мовою Волеа означає камінь або скеля. Належить до народу фараулеп.
Рослинність складається з Tournefortia argentea та кокосових пальм (Cocos nucifera). 